# کاکایی کالیفرنیایی
کاکایی کالیفرنیایی (نام علمی: Larus californicus) نام یک گونه از سرده کاکایی است.